# Agricola (gra planszowa)
Agricola – ekonomiczna gra planszowa autorstwa Uwego Rosenberga.
Została wydana przez Lookout Games w Europie Zachodniej, Z-Man Games w Stanach Zjednoczonych, a w Polsce przez Lacertę. Celem gry jest rozwój gospodarstwa rolnego przez 14 tur i osiągnięcie zrównoważonego stanu w różnych kategoriach: zaoranych pól, pastwisk, zbóż, warzyw, zwierząt różnych gatunków oraz powiększenie rodziny i domostwa, a także jego ulepszenie przy posiadaniu jak najmniejszej ilości niewykorzystanych pól planszy.
Gra została zaprezentowana na targach Spiel 2007, gdzie została uznana za drugą najlepszą grę tam przedstawioną. W roku 2008 gra została wybrana jako najlepsza gra przez International Gamers Awards, a w 2009 roku zdobyła tytuł Gra Roku 2009 w Polsce.
Gra osiągnęła pierwsze miejsce na liście top 100 serwisu BoardGameGeek, detronizując prowadzącą przez 5 lat grę Puerto Rico.
Według autora Agricola została zainspirowana grą Caylus, która ukazała się jesienią 2005 roku. Widoczne jest też podobieństwo do Puerto Rico, gdzie w swojej turze gracz wybiera akcję do wykonania, w ten sposób odbierając tę możliwość innym graczom, a niektóre niewykorzystane w poprzedniej turze karty zyskują na wartości poprzez położenie na nich dodatkowych zasobów.
W grę można grać w wersji uproszczonej (rodzinnej) i pełnej. W wersji uproszczonej inny jest zestaw możliwych akcji oraz nie używa się kart małych usprawnień i pomocników. Możliwe jest także rozegranie partii samemu w formie kampanii (coraz trudniejsze warunki pomyślnego ukończenia kolejnej rozgrywki).

## Przebieg gry
Gra składa się z:
- wspólnych plansz z możliwymi akcjami – zależnymi od liczby graczy
- plansz graczy przedstawiających gospodarstwa
- planszy z kartami dużych usprawnień
- żetonów zasobów (spożywczych i budowlanych kilku rodzajów oraz zwierząt: owiec, dzików i krów)
- kart pomocników i małych usprawnień

Gracze rozpoczynają grę z dwoma pionkami – członkami rodziny. Kolejno wykonują ruch przez położenie pionka na wolnym polu akcji. Akcje dzielą się na:
- pobranie zasobów (zasoby na niektórych polach kumulują się co turę w razie niewykorzystania)
- rozbudowę gospodarstwa (rozbudowę lub przebudowę domu, zaoranie pola, budowę pastwisk i obór)
- zakup usprawnień
- zatrudnienie pomocników
- powiększenie rodziny
- przetworzenie posiadanych zasobów (np. obsianie pola, pieczenie chleba)

Niektóre akcje umożliwiają wykonanie czynności dwóch rodzajów za jednym razem (np. obsiej i upiecz).
Co kolejkę odkrywane są nowe akcje. Gracz rozpoczynający turę nie zmienia się (w przeciwieństwie do np. Puerto Rico), lecz można mu odebrać ten przywilej wybierając pewną akcję.

## Cel gry
Celem gry jest zdobycie jak największej ilości punktów na koniec gry. Punkty liczone są w wielu kategoriach, m.in. za liczebność rodziny, ilość pewnych zasobów, a odejmowane za zaniedbanie jakiejś kategorii i za niewykorzystane pola planszy. Punktacja jest tak dobrana, że nie opłaca się nadmiernie gromadzić pewnych zasobów zupełnie zaniedbując inne dziedziny – ostateczny stan gospodarstwa powinien być przynajmniej częściowo zrównoważony.

## Rozszerzenia
Oprócz standardowych zestawów kart pomocników i usprawnień dołączonych do gry (E – podstawowy, I – interaktywny i K – złożony) wydano dodatkowe zestawy:
- Č – zestaw kart 12 pomocników i 12 małych usprawnień związanych tematycznie z Czechami. Obecnie dostępny jedynie po angielsku i czesku.
- L – dostępny drogą elektroniczną zestaw 14 kart; 9 z nich zostało wydrukowanych i rozdanych na targach Essen 2008.
- Ö – zestaw kart 12 pomocników i 12 małych usprawnień związanych tematycznie z Austrią.
- X – 4 karty 5 różnych typów (Alien Actions, Merchants from Outer Space, Alien Artifacts, Alien Events, and Alien Occupations), wydane z magazynem Spielbox 5/2008.
- Z – zestaw kart 12 pomocników i 12 małych usprawnień wydany przez Z-Man Games.
- Plansza Through the Seasons (przez pory roku) – mała plansza z 4 polami wydrukowana na pocztówce i rozdawana na targach Essen 2008.
- Torfowisko – duże rozszerzenie gry zawierające dodatkowe elementy krajobrazu (torf) oraz nowy typ zwierząt (konie).